# The Throne of Fire
The Throne of Fire (no Brasil, O Trono de Fogo) é o segundo livro da série As Crônicas dos Kane, escrita pelo autor bestseller Rick Riordan, autor da premiada série Percy Jackson e os Olimpianos. Foi lançado nos EUA em 3 de maio de 2011 pela Editora Disney Hyperion e no Brasil em 17 de outubro de 2011 pela Editora Intrínseca.

## Sinopse
Neste segundo livro, Carter Kane e sua irmã Sadie vivem mergulhados em problemas. No primeiro livro descobrem ser descendestes de uma linhagem muito antiga de Faraós e possuem poderes especiais. Seus pais pertenciam a Casa da Vida, uma organização de magos egípcios de milhares de anos, que aprisionaram os deuses Egípcios existentes, pois viram que os deuses eram muito perigosos.
Após seu pai libertar os cinco deuses e passar uma grande aventura para derrotar o deus Set, descobrem que um inimigo maior está por trás ameaçando o equilíbrio da vida: Apófis, que está se erguendo, e em poucos dias o mundo terá um final trágico.
Refugiados na casa da sua família no Brooklyn, tentarão reunir outros magos iniciantes e aprender a controlar seus poderes, assim correm contra o tempo pois o perigo está próximo.
Para terem alguma chance de derrotar as forças do caos, os irmãos Kane precisam encontrar e acordar o deus do Sol, Rá. E despertá-lo não será tarefa fácil: nenhum deus ou mago jamais conseguiu, não se sabe aonde Rá está. Carter e Sadie terão de se aventurar no mundo em busca das três partes do livro de Rá, para então decifrar seus encantamentos.
E assim encontrar e despertar o grande deus.

## Sequência
O nome do próximo livro da série As Crônicas de Kane é A Sombra da Serpente, e foi lançado nos EUA, no dia 1º de maio de 2012..

## Lançamento
O livro estreou na Lista de bestsellers do New York Times no nº 1 a 22 de maio, mantendo essa posição até ao dia 12 de junho.